# Josh Minott
Joshua Robert Tyler Minott (Boca Raton, 2002. november 25. –) amerikai-jamaicai kosárlabdázó, aki jelenleg a Minnesota Timberwolves játékosa a National Basketball Associationben (NBA). Egyetemen a Memphis Tigers csapatában játszott.

## Középiskolai pályafutás
Minott a Saint Andrew’s Iskolában kezdte meg pályafutását Boca Ratonban, Floridában. Tizenegyedikes szezonjában 12,7 pontot, 7,4 lepattanót és 3,3 gólpasszt átlagolt mérkőzésenként, amellyel hozzásegítette csapatát egy Class A bajnoki címhez, amely az iskola történetében az első volt. Végzősként még ennél is jobban teljesített, mérkőzésenként 23,1 pontja, illetve 8,3 lepattanója volt. A Sun-Sentinel Palm Beach megyében az év legjobb játékosának választotta a Class 5A-1A kategóriában. Négycsillagos értékeléssel rendelkezett középiskola után, a Memphisi Egyetem ajánlatát fogadta el a Florida State, a Texas, a Baylor és a Maryland helyett.

## Egyetemi pályafutása
2022. január 23-án Minott karriercsúcs 18 pontot szerzett kilenc lepattanó mellett a Tulsa elleni 83–81 végeredményű mérkőzésen. Elsőévesként 6,6 pontot, 3,8 lepattanót átlagolt 14,6 perc játékidő alatt. Beválasztották az American Athletic Conference (AAC) Elsőéves csapatába és háromszor is a hét játékosa volt a főcsoportban. Március 24-én bejelentette, hogy részt fog venni a 2022-es NBA-drafton.

## Profi pályafutása

### Minnesota Timberwolves (2022–napjainkig)
Minott szerepet kapott a Minnesota Timberwolves nyári ligában játszó csapatában, miután Bryce McGowens-ért cserébe a Charlotte Hornets északra küldte a játékost a 2022-es NBA-draftot követően.

## Válogatott pályafutása
Minott Floridában született, de a jamaicai válogatott játékosa. A 2019-es U17-es Centrobasket bajnokságon Puerto Ricóban 26 pontot átlagolt, 9 lepattanó és 4,6 labdaszerzés mellett.

## Statisztikák

### Egyetem
| Év        | Csapat         | JM | KM | JP/M | MG%  | 3P%  | BD%  | LP/M | GP/M | L/M | B/M | P/M |
| --------- | -------------- | -- | -- | ---- | ---- | ---- | ---- | ---- | ---- | --- | --- | --- |
| 2021–2022 | Memphis Tigers | 33 | 5  | 14,6 | .522 | .143 | .754 | 3,8  | 0,9  | 0,8 | 0,7 | 6,6 |

### NBA

#### Alapszakasz
| Év        | Csapat                 | JM | KM | JP/M | MG%  | 3P%  | BD%   | LP/M | GP/M | L/M | B/M | P/M |
| --------- | ---------------------- | -- | -- | ---- | ---- | ---- | ----- | ---- | ---- | --- | --- | --- |
| 2022–2023 | Minnesota Timberwolves | 15 | 0  | 6,4  | .500 | .333 | 1.000 | 1,7  | 0,3  | 0,3 | 0,4 | 3,1 |
| Karrier   | Karrier                | 15 | 0  | 6,4  | .500 | .333 | 1.000 | 1,7  | 0,3  | 0,3 | 0,4 | 3,1 |

#### Rájátszás
| Év      | Csapat                 | JM | KM | JP/M | MG%  | 3P%  | BD% | LP/M | GP/M | L/M | B/M | P/M |
| ------- | ---------------------- | -- | -- | ---- | ---- | ---- | --- | ---- | ---- | --- | --- | --- |
| 2023    | Minnesota Timberwolves | 1  | 0  | 6,3  | .000 | .000 | –   | 0,0  | 0,0  | 2,0 | 1,0 | 0,0 |
| Karrier | Karrier                | 1  | 0  | 6,3  | .000 | .000 | –   | 0,0  | 0,0  | 2,0 | 1,0 | 0,0 |